# Naso tonganus
A Naso tonganus a sugarasúszójú halak (Actinopterygii) osztályának sügéralakúak (Perciformes) rendjébe, ezen belül a doktorhalfélék (Acanthuridae) családjába tartozó faj.

## Előfordulása
A Naso tonganus a Csendes- és az Indiai-óceánokban fordul elő. Kelet-Afrikától kezdve egészen Szamoáig, valamint Mikronézia nagy részén fellelhető ez a halfaj. Tonga mellett fedezték fel; emiatt tonganus a fajneve.

## Megjelenése
Ez a doktorhalfaj legfeljebb 60 centiméter hosszú. A hátúszóján 5 tüske és 27-30 sugár, míg a farok alatti úszóján 2 tüske és 26-28 sugár ül. A kifejlett példány pofájának elülső részén nagy daganatszerű kinövés van.

## Életmódja
Trópusi, tengeri hal, amely a korallzátonyokon él. 3-20 méteres mélységekben lelhető fel. Magányosan vagy kisebb rajokban úszik a virágállatok között. Tápláléka a nagyobb, leveles algák és a zooplankton.

## Felhasználása
A Naso tonganusnak csak kisebb méretű halászata van.

## Képek

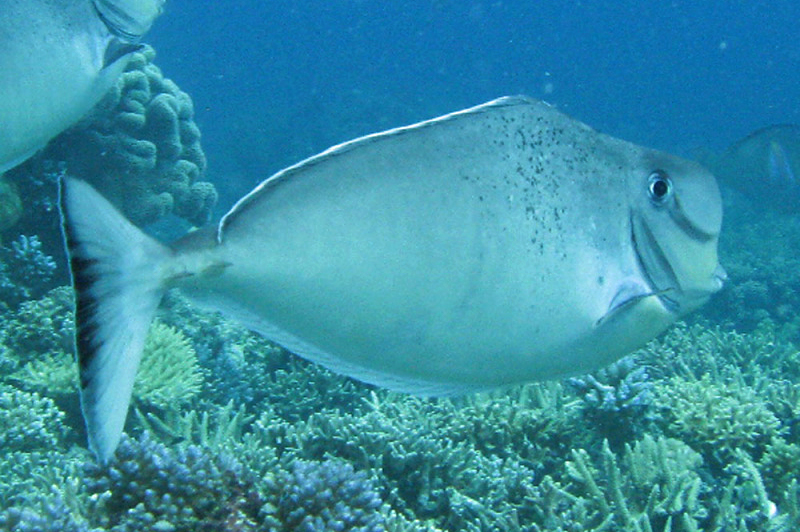
Kifejlett Naso tonganus
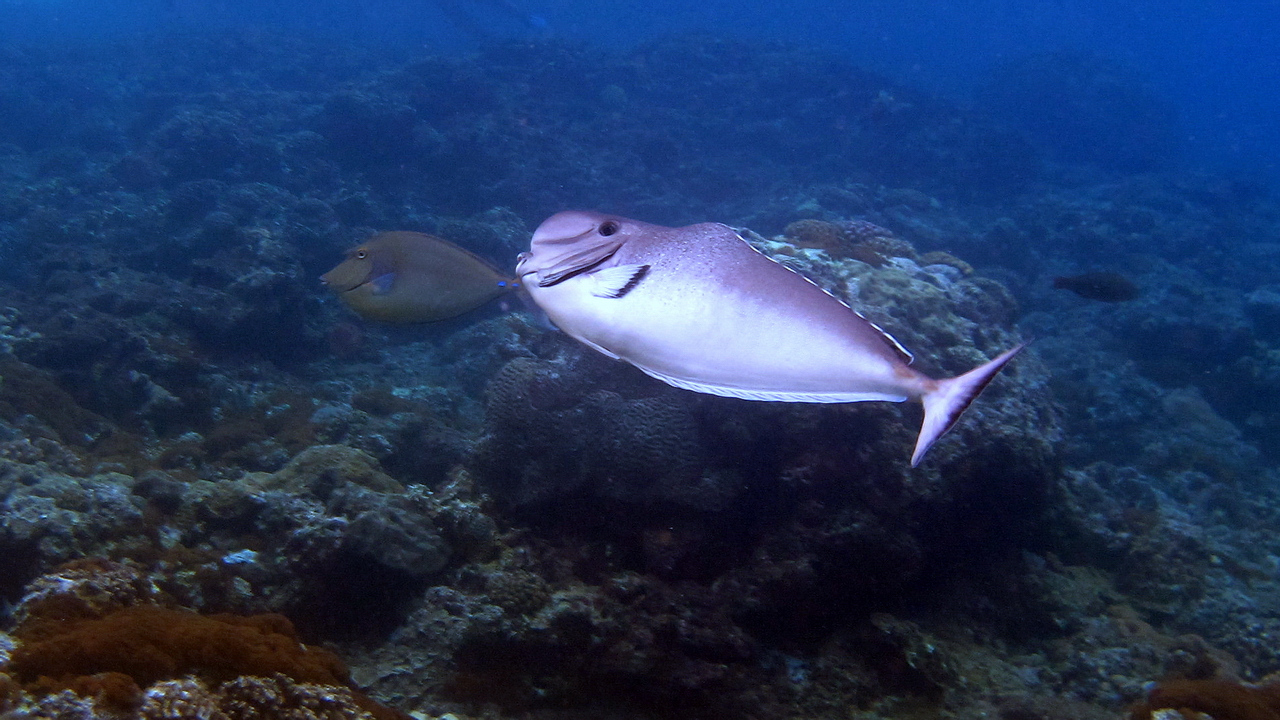
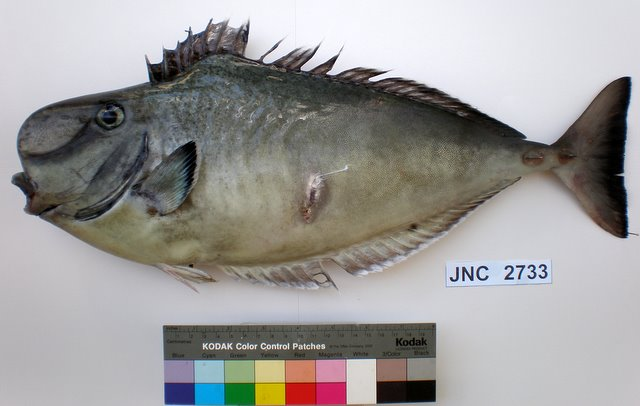
Kifogott példány